# Alfons XI
Alfons XI (hiszp. Alfonso XI, ur. 13 sierpnia 1311 w Salamance, zm. 26 marca 1350 w Gibraltarze) – król Kastylii i Leónu w latach 1312–1350.
Był czwartym synem króla Ferdynanda IV i jego żony Konstancji Portugalskiej.
Śmierć młodego króla Ferdynanda IV zmusiła jego matkę Marię de Molina do pokierowania losami królestwa, tym razem w imieniu wnuka i z pomocą drugiego syna i szwagra. Gdy wszystkich zabrakło, Alfons liczył zaledwie 10 lat i wydawało się, że królestwo się rozpadnie. Tak się nie stało dzięki społeczeństwu przywiązanemu do państwa kastylijskiego i dziedzicznej monarchii.
Alfons ożenił się w 1325 z Konstancją Manuel, którą szybko odprawił. Powtórnie ożenił się w 1326 z Marią Portugalską, córką Alfonsa IV Dzielnego. Jednak jego prawdziwą miłością była kochanka - Eleonora de Guzman.
W 1325 Alfons XI przejął osobiste rządy, a następnie w krwawy sposób rozprawił się ze wszystkimi, którzy w jego imieniu sprawowali do tej pory władzę. Dla wzmocnienia państwa Alfons XI przeprowadził cały szereg reform prawnych poczynając od uznania procedur prawa rzymskiego za obowiązujące w królestwie. Zamki znajdujące się w posiadaniu możnych miały podlegać królewskiej kontroli, ustanowiono funkcję sędziów królewskich obejmującą cały kraj oraz wprowadzono nowy podatek od sprzedaży (alcabala).
Reformy te wzmocniły państwo i podniosły jego prestiż, jednocześnie wywołując zaniepokojenie władców Grenady, którzy przy pomocy oddziałów marokańskich zaatakowali tereny należące do królestwa Kastylii i Leónu, zdobywając w 1333 Gibraltar. Następnie zawarto 6-letni rozejm, po którym walki zostały wznowione. Siły Alfonsa XI i Alfonsa IV Portugalskiego wyruszyły na pomoc oblężonej Tarifie. Do spotkania z wojskami merynidzkiego władcy Abu al-Hassana Alego I doszło nad Rio Salado pod Tarifą, gdzie wojska chrześcijańskie pobiły Maurów. Następnie Alfons podjął oblężenie Algeciras, które poddało się w 1344, oraz Gibraltaru, podczas którego wybuchła wśród oddziałów chrześcijańskich wielka zaraza (czarna ospa), której ofiarą stał się też król.
Nazywany był Mścicielem lub Nieprzejednanym ze względu na zajadłość, z jakim tępił anarchię możnych, Alfonsem z Rio Salado ((hiszp. Alfonso de Rio Salado) na pamiątkę zwycięskiej bitwy z Maurami, spotyka się również przydomek Szlachetny (hiszp. El Noble) lub Prawodawca (hiszp. El Justiciero).

## Potomstwo
1. Z małżeństwa z Marią Portugalską miał dwóch synów:
- Ferdynanda (1322-1333),
- Piotra I Okrutnego, który został jego następcą.

2. Ze związku z Eleonorą de Guzman miał dziesięcioro dzieci, w tym dziewięciu synów i córkę:
- Piotra Alfonsa (1330–1338), pana Aguilary,
- Sancha Alfonsa (1331–1343), pana Ledesmy,
- Henryka II (1333–1379), hrabiego Trastamara, późniejszego króla Kastylii i Leónu Henryka II,
- Fadryka Alfonsa (1333-1358), późniejszego pan na Haro i wielkiego mistrza zakonu Santiago,
- Ferdynanda Alfonsa (1336–?), pana Ledesmy,
- Tello Kastylijskiego (1337–1370), hrabiego Castanedy,
- Jana Kastylijskiego (1341–?), pana na Badajoz i Jerez de la Frontera,
- Sancha Kastylijskiego (1342–1374), hrabiego Albuquerque i Haro,
- Piotra Alfonsa (II) (1345–1359), pana Aguilary,
- Joannę Alfonsę.